# Metódio de Cimina
Metódio (em latim: Μεθόδιος; romaniz.: Methódios) foi um monge bizantino do século X.

## Vida

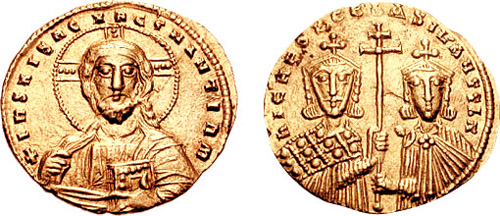
Histameno de r. e r.

Metódio foi descrito como "homem de Nicéforo Focas" e "um de seus companheiros/parentes/amigos mais próximos" (há dubiedade do termo grego), permitindo inferir que fosse seu parente ou seu capelão. Foi enviado por Nicéforo após sua vitória sobre os árabes de Creta (Cerco de Chandax em março de 961) com uma carta e uma doações de seis libras de ouro a Atanásio Atonita no monte Atos, na Grécia, que deveria construir uma laura (Igreja de Quélia). Metódio ficou com Atanásio por seis meses, entre outubro ou novembro de 962 e abril de 963. Segundo Atanásio, Metódio tornou-se abade do mosteiro de Cimina, fundado por Miguel Maleíno, talvez em sucessão do próprio Miguel; as duas versões da Vida de Atanásio divergem sobre isso com a primeira alegando que sua elevação foi muito depois de sua visita a Atanásio, e a segunda alegando que foi pouco tempo depois. Sua nomeação, por sua vez, indica que, mesmo após a morte de Miguel (que era tio de Nicéforo), o mosteiro permaneceu intimamente associado à família Focas ou que os Focas continuaram a exercer seus direitos como fundadores com a nomeação do abade.